# Chris Sawyer's Locomotion
Chris Sawyer's Locomotion är ett strategidatorspel av Chris Sawyer som släpptes i september 2004. Spelet är uppföljaren till Transport Tycoon som skapades av samma person 1994.
I spelet använder man tåg, lastbilar, bussar, spårvagnar, båtar och flygplan för att transportera passagerare, järn, olja med mera. Spelet är mycket likt Chris Sawyers spelserie Rollercoaster Tycoon, eftersom spelmotorn ursprungligen konstruerades för det aldrig släppta Transport Tycoon 2.

## Scenarion
I spelet finns ett femtiotal olika scenarier att spela, fördelade på fem svårighetsgrader. I vissa scenarion kan man inte använda somliga färdmedel, och i andra har man bara en liten summa pengar. 
Landskapen och topografin är väldigt olika, liksom förutsättningarna. De förskapade scenarierna kan ha upp till 14 motspelare, eller så är man helt ensam om transporten.
Amerikanskt, engelskt eller schweiziskt landskap avgör vilka sorters färdmedel som finns. Färdmedlen ändras också efter tiden, och går sönder oftare om färdmedlen är äldre. Över tiden forskas det även fram nya modeller av färdmedel och vagnar.